# Nimfa de bosc
La nimfa de bosc o goja de bosc (Limenitis camilla) és una espècie de lepidòpter papilionoïdeu de la família dels nimfàlids (Nymphalidae) present als Països Catalans.

## Descripció

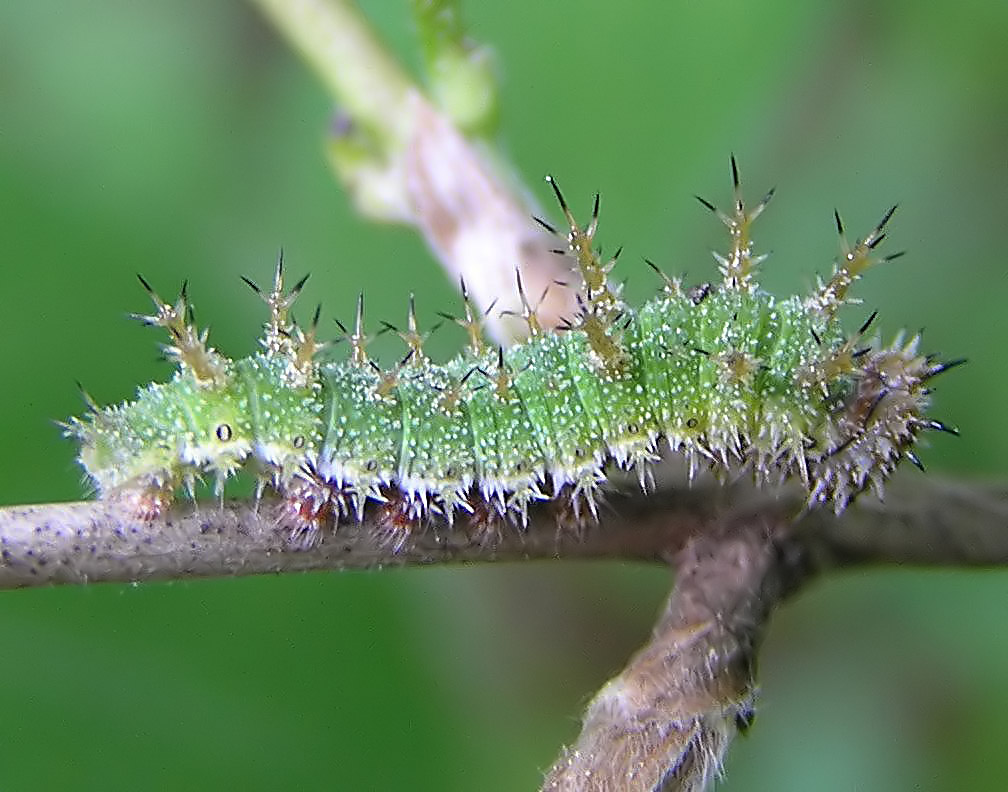
Eruga
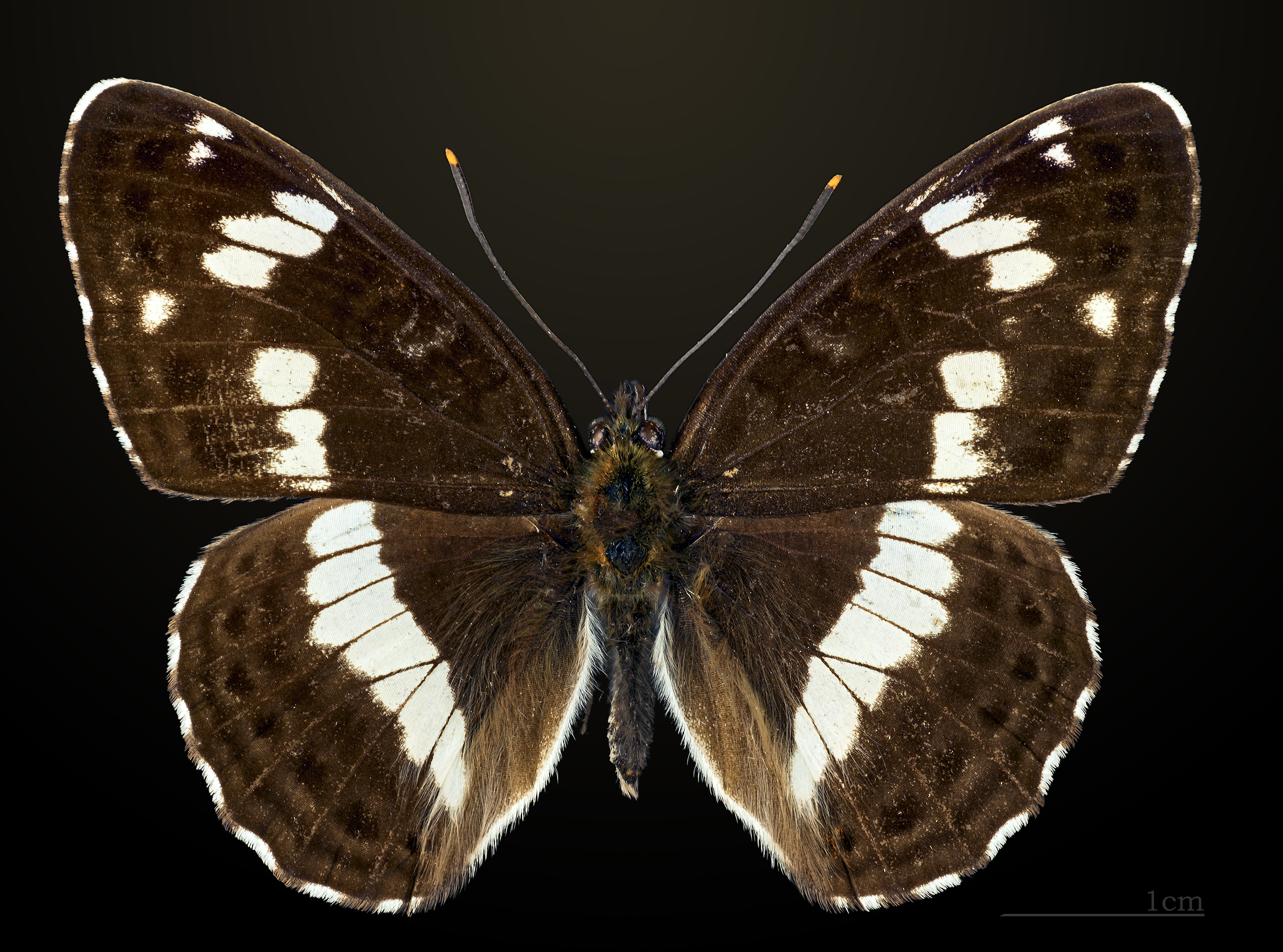
Costat dorsal
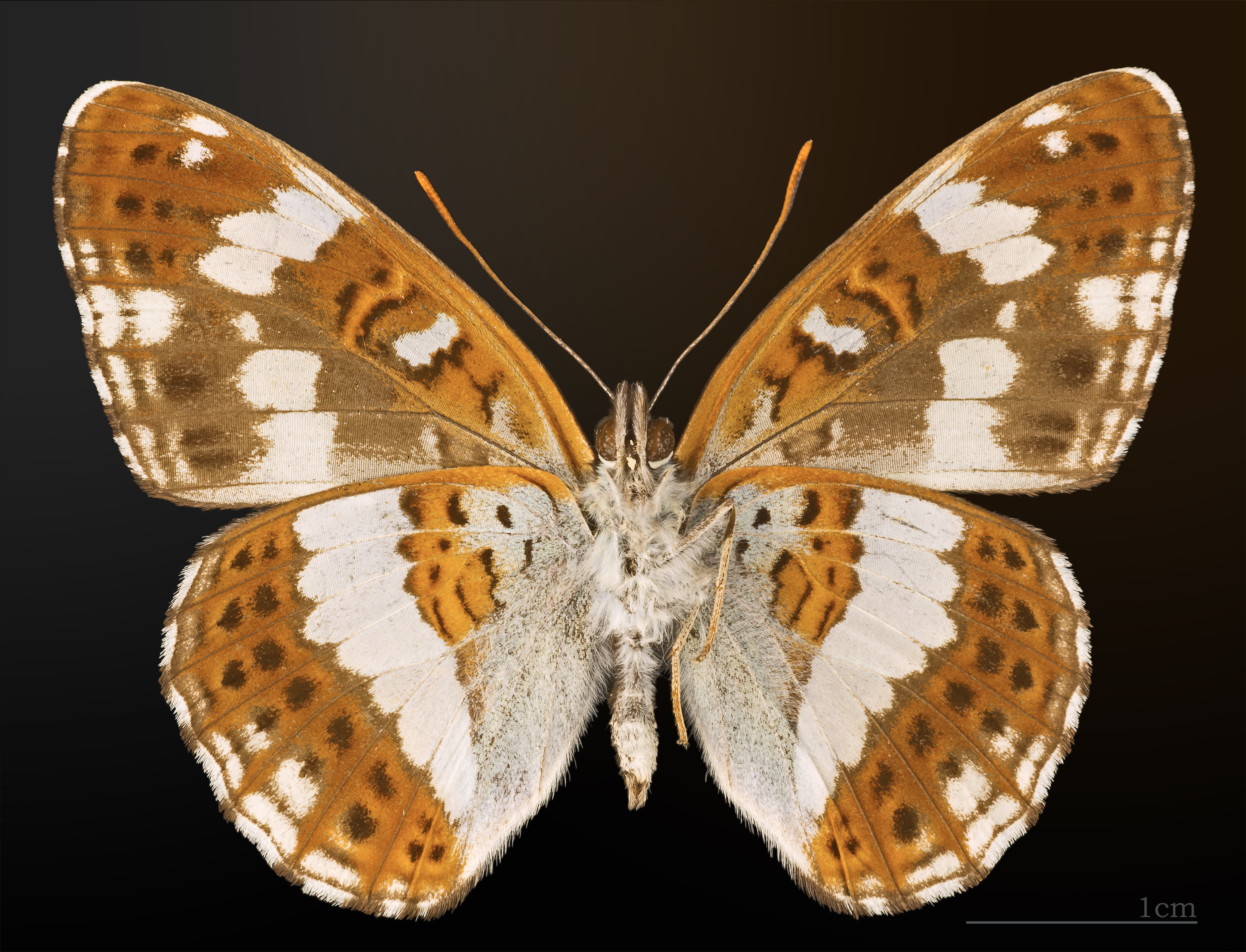
Part ventral

## Distribució
Es distribueix centre d'Europa, Turquia, Urals, nord-oest del Kazakhstan, Amur, nord-est de la Xina, península de Corea i Japó. A la península Ibèrica es troba en zones del nord.

## Hàbitat
Clars assolellats en grans boscos de caducifolis normalment humits, plantacions de coníferes amb marges de boscos caducifolis. L'eruga s'alimenta de plantes del gènere Lonicera i Symphoricarpus racemosa.

## Període de vol i hibernació
Una generació a l'any entre mitjans de juny i mitjans d'agost. Hiberna com a eruga jove, dins d'una fulla fixada amb seda a la tija.